# ويليام مورو
ويليام مورو (بالإنجليزية: William Morrow)‏ هو سياسي بريطاني وأسترالي (وحمل سابقاً جنسية المملكة المتحدة لبريطانيا العظمى وأيرلندا)، ولد في 15 سبتمبر 1872، وتوفي في 3 يوليو 1934. حزبياً، نشط في Liberal Union (South Australia) ‏ ( – 16 أكتوبر 1923) وLiberal Federation ‏ (16 أكتوبر 1923 – 9 يونيو 1932) وتحالف الليبرالية والريفي (9 يونيو 1932 – ). وقد انتخب عضو مجلس جنوب أستراليا التشريعي عن دائرة Northern District (South Australian Legislative Council) ‏ وقد انضم خلال فترته النيابية (16 أغسطس 1915 – 3 يوليو 1934)  للكتلة البرلمانية Liberal Union (South Australia) ‏.